# ودنس هایتس (مینه‌سوتا)
ودنس هایتس (به انگلیسی: Vadnais Heights) شهری در شهرستان رمزی ایالت مینه‌سوتا در کشور ایالات متحده آمریکا است که جمعیت آن در سرشماری سال ۲۰۱۰ میلادی، ۱۲۳۰۲ نفر بوده‌است.

## خصوصیات
ودنس هhیتس ۲۱٫۳۴ کیلومترمربع مساحت و ۱۲٬۳۰۲ نفر جمعیت دارد و ۲۷۶ متر بالاتر از سطح دریا واقع شده‌است.